# Вождівство
Вожді́вство (англ. chiefdom) — форма організації влади та суспільства загалом, яка є найпізнішою за часом (втім не обов'язково) і нерідко реалізується у ранньокласових (ранньофеодальних) суспільствах, а її пережитки можуть бути відчутними у значно пізніших суспільних формаціях.

## Визначення поняття
Класична дефініція вождівство (chiefdom) належить Роберту Л. Карнейро і звучить так: вождівство є «автономною політичною одиницею, що поєднує декілька селищ або общин під постійним контролем тимчасового вождя» (Carneiro 1981: стор. 45).

## Економічна та організаційна суть вождівства
Вождівство виникає лише за умови наявності надлишків продуктів суспільної праці, який родоплемінна верхівка відчужує, витрачаючи їх частково на свої потреби, а частково на потреби соціуму.
Саме структурування племені, його ієрархічність, тобто формування верхівки (найчастіше, за родовою ознакою), що здійснює відчуження надлишкових продуктів праці племені, а також контроль і захист суспільних благ, догляд за виконанням робіт членами общини тощо (у пізніших формах вождівства задля цих цілей формується окремий апарат), а також рядових членів общини, зайнятих у здобуванні суспільних благ і є організаційною суттю вождівства. Община за вождівства характеризується також прошарком економічно неповноцінних членів (вдови, сироти), а нерідко і невільних членів — рабів (переважно полонені з інших племен-общин).
Для організації влади у вождівстві характерний інститут спадкових вождів, що належать до панівного роду. Водночас у вождівстві нерідко відбуваються суперечки й гостра конкурентна боротьба, адже в процесі розвитку вождівства відбувається функціональний поділ еліт — управлінських, військових, жрецьких тощо, що якраз і породжує тимчасовість вождів. У виняткових випадках за вождівства родова еліта замикає на собі всі суспільні функції. Водночас у багатьох суспільствах (особливо у Тропічній Африці) вождівства відзначаються сакральністю, прив'язкою до культу предків. Часто влада у вождівстві несе військовий характер (народи банту).
Артхаша́стра, робота над політикою, написана деякий час між 4 століттям до нашої ери та 2 століттям нашої ери індійським автором Чанакя, аналогічно описує Раджамандала (або «Раджа-Мандала») як кола доброзичливих і ворожих держав, що оточують стан короля (Раджа). Також див. Сухас Чаттерджі, Мізо начальники та Шефдом (1995).

## Культурний, етнічний і політичний аспекти вождівства
Зазвичай, у вождівствах відбувається перехід від міфотворчості роду до історичної усної традиції. Формування вождівства також сигналізує про початок диференціації культури — її поділ на елітарну і народну.
Для етнічності суспільного організму, у випадку його однорідності, вождівство є безперечно кроком уперед до формування народності, оскільки сприяє консолідації (зміцненню) суспільства.
У політичному відношенні, вождівство зберігає у собі дві альтернативи суспільного розвитку, що зазвичай, пов'язано як дією внутрішніх чинників (загострення конкурентної боротьби за владу між елітами всередині вождества, здатність протистояти зовнішнім викликам — ворогам, стихійним лихам тощо), так і дією зовнішніх «подразників» (активність і суспільний рівень сусідніх общин, необхідність міграцій, завоювань тощо). Цими перспективами є або консервування суспільної форми вождівства, або його розвиток у безпосередньо ранню (ранньофеодальну) державу, що відбулося у низці суспільств Західної Африки так званого Західного Судану або у банту-народів африканського Міжозер'я.